# Puchar Europy w Lekkoatletyce 1973 – półfinał mężczyzn (Nicea)
Półfinał pucharu Europy w lekkoatletyce w 1973 mężczyzn odbył się 4 i 5 sierpnia w Nicei. Był to jeden z trzech półfinałów. Pozostałe odbyły się w Celje i Oslo.
Wystąpiło sześć zespołów, z których dwa najlepsze awansowały do finału.

## Klasyfikacja generalna
| Poz. | Reprezentacja  | Punkty |
| ---- | -------------- | ------ |
| 1    | NRD            | 98,5   |
| 2    | Francja        | 90,5   |
| 3    | Czechosłowacja | 76     |
| 4    | Szwecja        | 73     |
| 5    | Rumunia        | 42     |
| 6    | Bułgaria       | 40,5   |

## Wyniki indywidualne
Kolorami oznaczono zawodników reprezentujących zwycięskie drużyny.

### Bieg na 100 metrów
| Lp. | Państwo        | Zawodnik            | Wynik |
| --- | -------------- | ------------------- | ----- |
| 1.  | Francja        | Gilles Échevin      | 10,5  |
| 2.  | Szwecja        | Christer Garpenborg | 10,5  |
| 3.  | NRD            | Hans-Jürgen Bombach | 10,6  |
| 4.  | Czechosłowacja | Juraj Demeč         | 10,7  |
| 5.  | Bułgaria       | Georgi Ganczew      | 10,8  |
| 6.  | Rumunia        | Toma Petrescu       | 10,9  |

### Bieg na 200 metrów
| Lp. | Państwo        | Zawodnik            | Wynik |
| --- | -------------- | ------------------- | ----- |
| 1.  | NRD            | Hans-Jürgen Bombach | 21,10 |
| 2.  | Czechosłowacja | Jaroslav Matoušek   | 21,24 |
| 3.  | Szwecja        | Christer Garpenborg | 21,45 |
| 4.  | Francja        | Lucien Sainte-Rose  | 21,46 |
| 5.  | Rumunia        | Toma Petrescu       | 21,76 |
| 6.  | Bułgaria       | Georgi Ganczew      | 21,77 |

### Bieg na 400 metrów
| Lp. | Państwo        | Zawodnik          | Wynik |
| --- | -------------- | ----------------- | ----- |
| 1.  | Francja        | Francis Demarthon | 46,19 |
| 2.  | Szwecja        | Erik Carlgren     | 46,34 |
| 3.  | NRD            | Andreas Scheibe   | 46,90 |
| 4.  | Czechosłowacja | Ivan Daniš        | 47,40 |
| 5.  | Bułgaria       | Narcis Popow      | 48,04 |
| 6.  | Rumunia        | Paul Vasile       | 48,42 |

### Bieg na 800 metrów
| Lp. | Państwo        | Zawodnik        | Wynik   |
| --- | -------------- | --------------- | ------- |
| 1.  | NRD            | Dieter Fromm    | 1:45,70 |
| 2.  | Francja        | Marcel Philippe | 1:45,79 |
| 3.  | Rumunia        | Gheorghe Ghipu  | 1:46,37 |
| 4.  | Szwecja        | Åke Svenson     | 1:47,31 |
| 5.  | Czechosłowacja | Ján Šišovský    | 1:48,70 |
| 6.  | Bułgaria       | Petyr Kjatowski | 1:52,08 |

### Bieg na 1500 metrów
| Lp. | Państwo        | Zawodnik           | Wynik   |
| --- | -------------- | ------------------ | ------- |
| 1.  | NRD            | Klaus-Peter Justus | 3:48,96 |
| 2.  | Francja        | Jacky Boxberger    | 3:49,34 |
| 3.  | Szwecja        | Gunnar Ekman       | 3:49,34 |
| 4.  | Rumunia        | Petre Lupan        | 3:49,81 |
| 5.  | Czechosłowacja | Pavel Pěnkava      | 3:49,96 |
| 6.  | Bułgaria       | Weselin Andonow    | 3:52,03 |

### Bieg na 5000 metrów
| Lp. | Państwo        | Zawodnik           | Wynik    |
| --- | -------------- | ------------------ | -------- |
| 1.  | NRD            | Wilfried Scholz    | 13:37,94 |
| 2.  | Czechosłowacja | Josef Jánský       | 13:47,75 |
| 3.  | Rumunia        | Petre Lupan        | 13:53,93 |
| 4.  | Francja        | Jean-Claude Rampon | 14:01,51 |
| 5.  | Szwecja        | Göran Bengtsson    | 14:05,19 |
| 6.  | Bułgaria       | Christo Iwanow     | 14:31,21 |

### Bieg na 10 000 metrów
| Lp. | Państwo        | Zawodnik       | Wynik   |
| --- | -------------- | -------------- | ------- |
| 1.  | NRD            | Jürgen Haase   | 29:08,8 |
| 2.  | Czechosłowacja | Josef Jánský   | 29:10,0 |
| 3.  | Szwecja        | Bengt Nåjde    | 29:10,8 |
| 4.  | Bułgaria       | Petko Jordanow | 29:14,2 |
| 5.  | Rumunia        | Ilie Floroiu   | 29:15,8 |
| 6.  | Francja        | Noël Tijou     | 29:39,2 |

### Bieg na 110 metrów przez płotki
| Lp. | Państwo        | Zawodnik          | Wynik |
| --- | -------------- | ----------------- | ----- |
| 1.  | Francja        | Guy Drut          | 13,6  |
| 2.  | NRD            | Thomas Munkelt    | 14,0  |
| 3.  | Rumunia        | Nicolae Pertea    | 14,4  |
| 4.  | Szwecja        | Bo Forssander     | 14,4  |
| 5.  | Czechosłowacja | Lubomír Nádeníček | 14,6  |
| 6.  | Bułgaria       | Sławczo Dimitrow  | 14,6  |

### Bieg na 400 metrów przez płotki
| Lp. | Państwo        | Zawodnik        | Wynik |
| --- | -------------- | --------------- | ----- |
| 1.  | Czechosłowacja | Miroslav Kodejš | 49,88 |
| 2.  | NRD            | Jürgen Laser    | 51,05 |
| 3.  | Francja        | Luc Baggio      | 51,41 |
| 4.  | Bułgaria       | Janko Bratanow  | 51,55 |
| 5.  | Rumunia        | Viorel Suciu    | 51,64 |
| 6.  | Szwecja        | Bertil Vistam   | 51,77 |

### Bieg na 3000 metrów z przeszkodami
| Lp. | Państwo        | Zawodnik        | Wynik   |
| --- | -------------- | --------------- | ------- |
| 1.  | Szwecja        | Anders Gärderud | 8:16,06 |
| 2.  | Francja        | Gérard Buchheit | 8:25,95 |
| 3.  | Czechosłowacja | Dušan Moravčík  | 8:26,47 |
| 4.  | Rumunia        | Gheorghe Cefan  | 8:35,80 |
| 5.  | NRD            | Jürgen Straub   | 8:38,79 |
| 6.  | Bułgaria       | Stefan Minczew  | 8:56,65 |

### Sztafeta 4 × 100 metrów
| Lp. | Państwo        | Zawodnicy                                                          | Wynik |
| --- | -------------- | ------------------------------------------------------------------ | ----- |
| 1.  | NRD            | Manfred Kokot Michael Droese Hans-Jürgen Bombach Siegfried Schenke | 39,26 |
| 2.  | Francja        | Lucien Sainte-Rose Lucien Réchal Charles Ducasse Gilles Échevin    | 39,32 |
| 3.  | Czechosłowacja | Jaroslav Matoušek Juraj Demeč Jiří Kynos Luděk Bohman              | 39,79 |
| 4.  | Szwecja        | Rolf Trulsson Thorsten Johansson Christer Garpenborg Anders Faager | 39,95 |
| 5.  | Bułgaria       | Lubomir Zaprianow Georgi Ganczew Georgi Jowczew Mirolub Dojczew    | 40,50 |
| 6.  | Rumunia        |                                                                    | 41,40 |

### Sztafeta 4 × 400 metrów
| Lp. | Państwo        | Zawodnicy                                                          | Wynik   |
| --- | -------------- | ------------------------------------------------------------------ | ------- |
| 1.  | Szwecja        | Michael Fredriksson Dimitrie Grama Erik Carlgren Anders Faager     | 3:04,41 |
| 2.  | NRD            | Eberhard Kibelka Jürgen Ludewig Andreas Scheibe Benno Stops        | 3:04,86 |
| 3.  | Francja        | Pierre Bonvin Daniel Vélasques Francis Kerbiriou Francis Demarthon | 3:05,56 |
| 4.  | Czechosłowacja | Josef Hegyes František Štross Miroslav Kodejš Ivan Daniš           | 3:06,59 |
| 5.  | Bułgaria       | Wasił Kasow Narcis Popow Aleksandyr Janew Janko Bratanow           | 3:10,65 |
| 6.  | Rumunia        |                                                                    | 3:11,24 |

### Skok wzwyż
| Lp. | Państwo        | Zawodnik       | Wynik |
| --- | -------------- | -------------- | ----- |
| 1.  | Francja        | Paul Poaniewa  | 2,19  |
| 2.  | NRD            | Stefan Junge   | 2,17  |
| 2.  | Czechosłowacja | Vladimír Malý  | 2,17  |
| 4.  | Szwecja        | Jan Dahlgren   | 2,15  |
| 5.  | Bułgaria       | Petyr Bogdanow | 2,11  |
| 6.  | Rumunia        | Csaba Dosa     | 2,07  |

### Skok o tyczce
| Lp. | Państwo        | Zawodnik            | Wynik |
| --- | -------------- | ------------------- | ----- |
| 1.  | Szwecja        | Kjell Isaksson      | 5,25  |
| 2.  | Francja        | François Tracanelli | 5,10  |
| 3.  | NRD            | Peter Wienick       | 5,00  |
| 4.  | Rumunia        | Cornel Anton        | 4,80  |
| 5.  | Czechosłowacja | Antonín Spěvák      | 4,60  |
| 5.  | Bułgaria       | Stefan Stefanow     | 4,60  |

### Skok w dal
| Lp. | Państwo        | Zawodnik              | Wynik |
| --- | -------------- | --------------------- | ----- |
| 1.  | Francja        | Jean-François Bonhème | 7,90  |
| 2.  | NRD            | Max Klauß             | 7,90  |
| 3.  | Czechosłowacja | Jaroslav Brož         | 7,89  |
| 4.  | Bułgaria       | Bonczo Bonew          | 7,48  |
| 5.  | Rumunia        | Vasile Sărucan        | 7,43  |
| 6.  | Szwecja        | Bo Rune               | 7,38  |

### Trójskok
| Lp. | Państwo        | Zawodnik            | Wynik |
| --- | -------------- | ------------------- | ----- |
| 1.  | Francja        | Bernard Lamitié     | 16,47 |
| 2.  | Czechosłowacja | Jan Broda           | 16,30 |
| 3.  | NRD            | Heinz-Günter Schenk | 16,25 |
| 4.  | Rumunia        | Șerban Ciochină     | 16,19 |
| 5.  | Bułgaria       | Michaił Michajłow   | 15,48 |
| 6.  | Szwecja        | Per-Owe Smiding     | 15,47 |

### Pchniecie kulą
| Lp. | Państwo        | Zawodnik           | Wynik |
| --- | -------------- | ------------------ | ----- |
| 1.  | NRD            | Hartmut Briesenick | 20,68 |
| 2.  | Francja        | Yves Brouzet       | 20,09 |
| 3.  | Czechosłowacja | Jaroslav Brabec    | 19,95 |
| 4.  | Szwecja        | Hans Höglund       | 19,46 |
| 5.  | Bułgaria       | Wyłczo Stoew       | 17,88 |
| 6.  | Rumunia        | Marin Iordan       | 16,24 |

### Rzut dyskiem
| Lp. | Państwo        | Zawodnik          | Wynik |
| --- | -------------- | ----------------- | ----- |
| 1.  | Szwecja        | Rickard Bruch     | 65,04 |
| 2.  | Czechosłowacja | Ludvík Daněk      | 62,48 |
| 3.  | Bułgaria       | Wełko Wełew       | 61,86 |
| 4.  | NRD            | Siegfried Pachale | 59,14 |
| 5.  | Rumunia        | Iosif Naghi       | 58,46 |
| 6.  | Francja        | Frédéric Piette   | 57,40 |

### Rzut młotem
| Lp. | Państwo        | Zawodnik           | Wynik |
| --- | -------------- | ------------------ | ----- |
| 1.  | NRD            | Reinhard Theimer   | 71,42 |
| 2.  | Bułgaria       | Todor Manołow      | 70,12 |
| 3.  | Czechosłowacja | Jaroslav Charvát   | 65,96 |
| 4.  | Szwecja        | Sune Blomqvist     | 64,26 |
| 5.  | Francja        | Vladimir Prikhodko | 64,00 |
| 6.  | Rumunia        | Frederic Schneider | 61,22 |

### Rzut oszczepem
| Lp. | Państwo        | Zawodnik            | Wynik |
| --- | -------------- | ------------------- | ----- |
| 1.  | Francja        | Lolesio Tuita       | 81,70 |
| 2.  | NRD            | Detlef Fuhrmann     | 77,98 |
| 3.  | Czechosłowacja | Jan Bartek          | 76,22 |
| 4.  | Szwecja        | Jan Bohman          | 74,50 |
| 5.  | Bułgaria       | Dinjo Dinew         | 74,12 |
| 6.  | Rumunia        | Constantin Grigoras | 71,20 |